# Ossitetraciclina
Ossitetraciclina è un antibiotico che ha un'attività antibatterica ad ampio spettro ed è indicato in molte importanti patologie infettive. Appartiene alla classe antibiotica delle tetracicline, sostanze attive sulla sintesi proteica. Fu la seconda tetraciclina ad essere scoperta.

## Chimica
Si presenta come una polvere cristallina, inodore, giallastra, facilmente solubile in acqua ma solo parzialmente solubile negli alcoli, insolubile nel cloroformio e nell'etere. Le soluzioni acquose divengono facilmente torbide per la tendenza a dare luogo a precipitati.

## Storia
La molecola è stata identificata in un campione di terreno in prossimità dei laboratori Pfizer e viene prodotta da un microorganismo, l'actinomicete Streptomyces rimosus.
Nel 1950, un celebre chimico statunitense, Robert B Woodward, ne elaborò la struttura chimica consentendo alla società Pfizer di produrre in massa il farmaco con il nome commerciale di Terramycin.
Questa scoperta di Woodward rappresentò un grande passo avanti nella ricerca sulle tetracicline e spianò la strada alla scoperta di un altro composto derivato dall'ossitetraciclina, la doxiciclina, che ancora oggi è uno degli antibiotici più comunemente utilizzati.

## Farmacodinamica
Ossitetraciclina, similmente ad altre tetracicline, è dotata di attività prevalentemente batteriostatica. Il composto esercita il suo effetto antimicrobico mediante l'inibizione della sintesi delle proteina. Agisce infatti inibendo il trasporto degli aminoacidi dall'aminoacil-t-RNA ai ribosomi, impedendo il legame con la subunità 30S. Il farmaco viene così ad impedire la formazione della catena peptidica e pertanto la sintesi delle proteine.
Tutte le tetracicline hanno uno spettro d'azione molto simile che comprende un'ampia gamma di germi Gram-positivi e Gram-negativi. Anche le resistenze crociate sono comuni.
Tra i germi sensibili gram positivi si segnalano: Mycoplasma pneumoniae, Chlamydia psittaci, Chlamydia trachomatis, Borrelia recurrentis, Rickettsia specie.
Tra i batteri gram negativi: Bartonella bacilliformis, Brucella species, Haemophilus ducreyi, Neisseria gonorrhoeae, Francisella tularensis, Campylobacter fetus, Vibrio cholerae, Yersinia pestis.
Anche altri batteri gram negativi possono essere sensibili alla molecola e fra questi Escherichia coli, Haemophilus influenzae e diversi ceppi di Klebsielle e Shigelle, ma data l'elevata percentuale di resistenza, il farmaco può essere utilizzato solo dopo aver eseguito un antibiogramma.

## Farmacocinetica
Dopo somministrazione per via orale la molecola viene ben assorbita dal tratto gastroenterico, particolarmente a livello del piccolo intestino. La concentrazione plasmatica di picco (Cmax) viene raggiunta entro 1-3 ore (Tmax) dall'assunzione, anche se sono state segnalate ampie variabilità tra le diverse forme orali del prodotto. Il legame con le proteine plasmatiche varia tra il 20 ed il 40%. L'emivita sembra aggirarsi intorno alle 9 ore. Una percentuale compresa tra il 40 ed il 70% della sostanza viene eliminata dall'organismo tramite l'emuntorio renale, prevalentemente per meccanismo di filtrazione glomerulare.

## Usi clinici
Ossitetraciclina può essere utilizzata nel trattamento di diverse infezioni batteriche tra cui febbre da zecche causate da rickettsie, infezioni del tratto respiratorio causate da Mycoplasma pneumoniae, uretriti non gonococciche, psittacosi da Chlamydia psittaci, congiuntiviti e tracoma da Chlamydia trachomatis e nell'acne volgare.

## Effetti collaterali
Fra gli effetti collaterali più frequenti si riscontrano disturbi di tipo gastrointestinale (quali ad esempio perdita di appetito, nausea, vomito, diarrea, glossite, disfagia) e disturbi cutanei (rash cutaneo, eritema multiforme, reazioni da fotosensitività, dermatite esfoliativa, sindrome di Stevens-Johnson).
In rari casi l'assunzione di ossitetraciclina, così come altre tetracicline, può essere associata allo sviluppo di ittero ed insufficienza epatica.

## Controindicazioni
La molecola è controindicata nei soggetti che presentano ipersensibilità nota al principio attivo, ad altre tetracicline, oppure ad uno qualsiasi degli eccipienti utilizzati nella formulazione farmacologica. Il farmaco è inoltre controindicato nelle donne in stato di gravidanza. L'insufficienza renale od epatica rappresentano delle controindicazioni relative.

## Gravidanza e allattamento
Studi eseguiti su animali indicano che il farmaco attraversa la placenta e può essere rinvenuto nei tessuti fetali: ciò può causare effetti tossici sul feto in via di sviluppo, e segnatamente ritardo di sviluppo scheletrico. Non vi è invece evidenza di embriotossicità. Per questi motivi ossitetraciclina è controindicato durante la gravidanza.

La Food and Drug Administration ha inserito doxiciclina in classe D per l'uso in gravidanza. In questa classe sono inseriti i farmaci in cui studi, adeguati e ben controllati o di tipo osservazionale, su donne in gravidanza hanno dimostrato un rischio per il feto.
Le tetracicline sono secrete nel latte umano. In considerazione della possibilità che la molecola causi gravi reazioni avverse nei lattanti, ossitetraciclina deve essere usato nelle donne che allattano al seno solo se, a giudizio del medico, il beneficio per la madre supera il rischio potenziale per il neonato.
Si deve ricordare che l'uso delle tetracicline durante il periodo in cui si formano i denti nel bambino (dalla seconda metà della gravidanza a tutta la prima infanzia) può causare pigmentazione dentaria permanente (giallo-bruna).
La colorazione anomala dei denti viene osservata con maggiore frequenza dopo trattamenti prolungati con le tetracicline. Sono stati riportati casi anche in pazienti trattati per periodi brevi e ripetuti.